# Blastobasis laurisilvae
Blastobasis laurisilvae é uma espécie de mariposa do gênero Blastobasis pertencente à família Coleophoridae.